# ハビエル・ナバレテ
ハビエル・ナバレテ（Javier Navarrete、1956年5月9日 - ）は、スペインの作曲家。テルエル出身。
映画音楽の作曲家としてスペイン国内外の映画の音楽を手がけている。

## 主なディスコグラフィー
- 濁った水 La banyera (1989)
- デビルズ・バックボーン El Espinazo del Diablo (2001)
- ザ・サバイバー 漂流者 Stranded (2001)
- Dot the i ドット・ジ・アイ Dot the i (2003)
- 娼婦たち Yo puta (2004)
- モスクワ・ゼロ Moscow Zero (2006)
- パンズ・ラビリンス El laberinto del fauno/Pan's Labyrinth (2006)
- しあわせの帰る場所 Fireflies in the Garden (2008)
- ミラーズ Mirrors (2008)
- インクハート/魔法の声 Inkheart (2008)
- ザ・ホール The Hole (2009)
- 汚れなき情事 Cracks (2009)
- ネスト The New Daughter (2009)
- 決闘の大地で The Warrior's Way (2010)
- ブロークン・アイデンティティ La última muerte (2011)
- タイタンの逆襲 Wrath of the Titans (2012)
- 私が愛したヘミングウェイ Hemingway & Gellhorn (2012) テレビ映画
- ビザンチウム Byzantium (2012)
- 魔界戦記 〜雪の精と闇のクリスタル〜 鍾馗伏魔 雪妖魔霊 (2015)
- グレタ GRETA Greta (2018)
- 今さら言えない小さな秘密 Raoul Taburin (2018)
- アントラーズ Antlers (2021)
- ハリガン氏の電話 Mr. Harrigan's Phone (2022)
- サウンド・オブ・フリーダム Sound of Freedom (2023)

## 受賞
- 第64回プライムタイム・エミー賞作曲賞（ミニシリーズ・テレビ映画・スペシャル番組部門）（『私が愛したヘミングウェイ』、2012年）[2]
- 第49回アリエル賞作曲賞（『パンズ・ラビリンス』、2007年）[3]